# Eriphioides phaeoptera
Eriphioides phaeoptera là một loài bướm đêm thuộc phân họ Arctiinae, họ Erebidae.